# Liste des monuments historiques protégés en 1859
Cet article recense les monuments historiques français classés en 1859.

## Protections
| Édifice                  | Commune                 | Département  | Région               | Protection | Base Mérimée                         | Coordonnées                      | Image |
| ------------------------ | ----------------------- | ------------ | -------------------- | ---------- | ------------------------------------ | -------------------------------- | ----- |
| Église Notre-Dame        | Lamontgie               | Puy-de-Dôme  | Auvergne-Rhône-Alpes | classé     | « PA00092150 », notice no PA00092150 | 45° 28′ 29″ nord, 3° 19′ 44″ est |       |
| Collégiale Saint-Léonard | Saint-Léonard-de-Noblat | Haute-Vienne | Nouvelle-Aquitaine   | classé     | « PA00100467 », notice no PA00100467 | 45° 50′ 27″ nord, 1° 29′ 46″ est |       |